# Hạn chế xuất khẩu tự nguyện
Hạn chế xuất khẩu tự nguyện (hay tự nguyện hạn chế xuất khẩu, tiếng Anh: Voluntary Export Restraint - VER) là một biện pháp hạn chế xuất khẩu mà theo đó quốc gia nhập khẩu đòi hỏi quốc gia xuất khẩu phải hạn chế bớt lượng hàng xuất khẩu sang nước mình một cách tự nguyện, nếu không thì sẽ áp dụng biện pháp trả đũa kiên quyết.

## Đặc điểm
- Đây là hình thức của hàng rào mậu dịch phi thuế quan.
- Đây là những cuộc thương lượng mậu dịch của các bên nhằm hạn chế bớt sự xâm nhập của hàng ngoại, tạo công ăn việc làm cho thị trường trong nước.
- Mang tính miễn cưỡng và gắn với những điều kiện nhất định

## Áp dụng
Hình thức này được áp dụng khi một quốc gia nhập khẩu có khối lượng hàng nhập khẩu quá lớn ở một số mặt hàng nào đó từ một quốc gia xuất khẩu khác. Nên quốc gia nhập khẩu có yêu cầu quốc gia xuất khẩu hãy tự nguyện hạn chế xuất khẩu, nói là tự nguyện nhưng thực chất là một yêu cầu của nước nhập khẩu.

## Hạn chế xuất khẩu tự nguyện và thoả thuận về thị trường
Trước 1995 do GATT cấm sử dụng hạn ngạch nhập khẩu, nên một số nước đã sử dụng biện pháp hạn chế xuất khẩu "tự nguyện". Hạn chế xuất khẩu tự nguyện là một thoả thuận song phương giữa hai chính phủ. Nước xuất khẩu giới hạn xuất khẩu một số sản phẩm nhất định tới nước nhập khẩu. Nói chung, ngành công nghiệp đang phải cạnh tranh gay gắt với hàng nhập khẩu tương tự gây áp lực với chính phủ đàm phán về hạn chế xuất khẩu với nước xuất khẩu để giảm bớt áp lực cạnh tranh. Các nhà xuất khẩu bị "bắt buộc" chấp nhận số lượng đó và bị đe doạ nhận được các hành động khắc nghiệt hơn nếu không chấp nhận thoả thuận tự nguyện hạn chế số lượng xuất khẩu. Chính phủ xuất khẩu hoặc chính các nhà xuất khẩu quản lý thoả thuận này. Hạn chế xuất khẩu tình nguyện từng là một công cụ quan trọng hạn chế thương mại và đã được sử dụng khá rộng rãi. Trong khi hạn ngạch được áp dụng chung thì hạn chế xuất khẩu tình nguyện chỉ áp dụng với một số nước xuất khẩu chủ yếu, do đó tạo ra sự phân biệt đối xử giữa các thành viên và rõ ràng vi phạm nguyên tắc tối huệ quốc (MFN). Mỗi thành viên không được tìm kiếm, thực hiện hay duy trì bất cứ thoả thuận hạn chế xuất khẩu, thoả thuận về thị trường nào hay bất cứ biện pháp tương tự khác lên phía xuất khẩu hay nhập khẩu. Điều này bao gồm các hành động do một thành viên thực hiện riêng rẽ cũng như các hành động do hai thành viên trở lên thực hiện. - Theo Bộ công thương Việt Nam 